# Gujan-Mestras
 Gujan-Mestras  es una comuna y población de Francia, en la región de Nueva Aquitania, departamento de Gironda, en el distrito de Arcachón (desde el 1 de enero de 2007) y cantón de La Teste-de-Buch.
Su población municipal en 2007 era de 17 195 habitantes. Forma parte de la aglomeración urbana de Arcachón.
Está integrada en la Communauté d'agglomération du Bassin d'Arcachon Sud. Además está hermanada con Santa María de Cayón, en Cantabria, España.

## Geografía

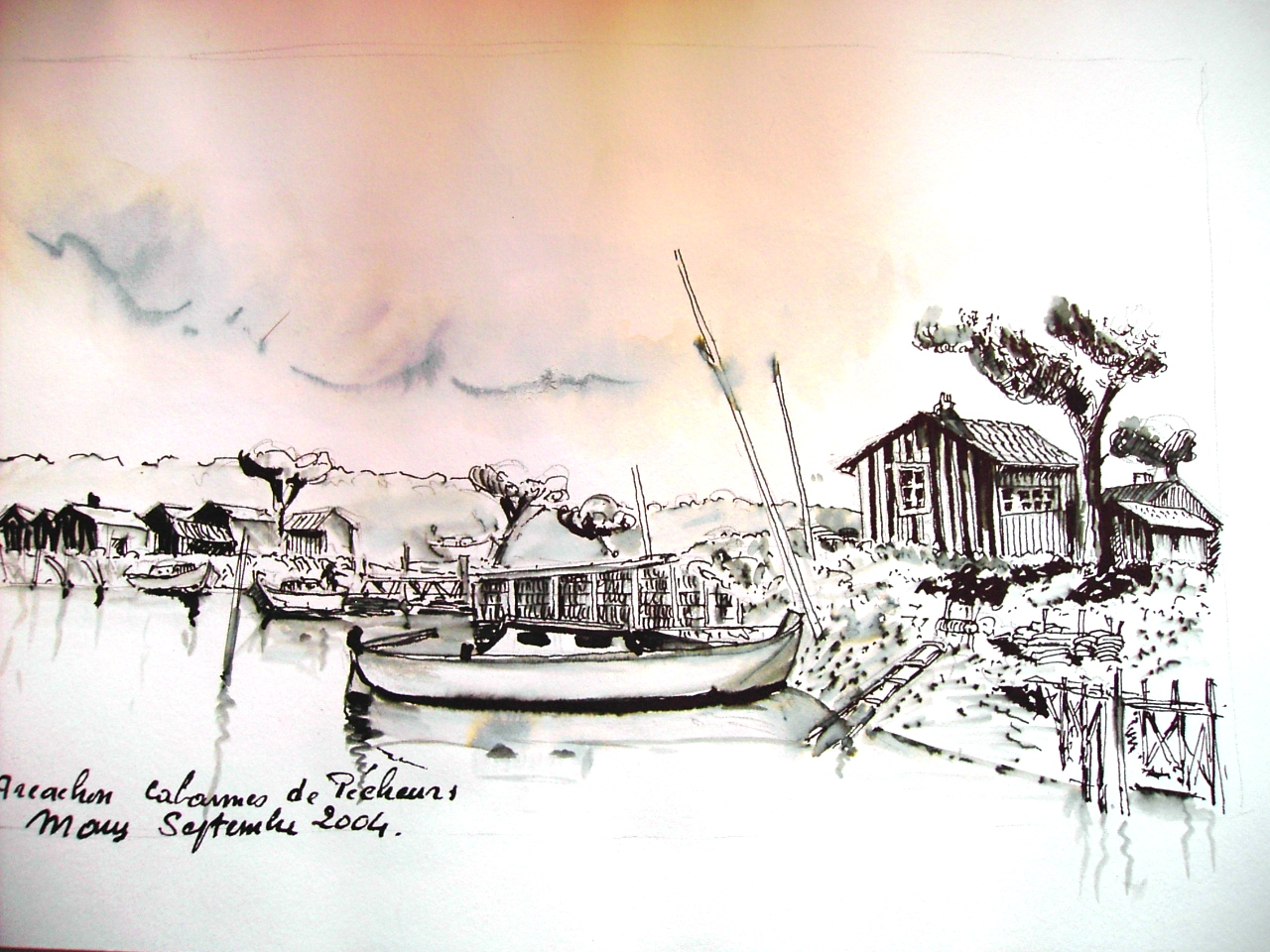
Cabaña de Ostricultura

Gujan-Mestras se sitúa en el sur de la bahía de Arcachón, en el país de Buch. Considerada la capital de la ostricultura de Arcachón, Gujan-Mestras aloja 7 puestos en torno a la bahía, que son de oeste a este: el puerto de La Hume, el puerto de Meyran, el puerto de Gujan, el puerto de Larros ( ubicados en los almacenes Couach ) el puerto Del Canal, el puerto de la Barbotière y el puerto de La Mole ( en verano nunca se utiliza porque es de difícil acceso ).

### Transportes
Gujan-Mestras está comunicado por el TER Aquitania ( Transporte Exprés Regional ) que enlaza Arcachón con Burdeos gracias a las 2 estaciones de la línea Lamothe-Arcachón situadas en la comunidad: la estación de La Hume y la de Gujan-Mestras.
La villa está comunicada por la red de autobuses Baïa, que une la Duna de Pyla con Facture-Biganos, administrado por la COBAS ( Comunidad de Aglomeración de la Bahía de Arcachón Sur ). Las líneas 4 a 7 atraviesan la comunidad.

## Administración
| Período                       | Identidad               | Partido       | Puesto   |
| ----------------------------- | ----------------------- | ------------- | -------- |
| julio de 2006 - en curso      | Maria-Helena de Esgaulx | UMP           | Senadora |
| marzo de 1965 - junio de 2006 | Michel Bézian           | Divers Droite | Alcalde  |

## Demografía
| 1 639 | 1 797 | 1 785 | 1 809 | 2 440 | 2 183 | 2 574 | 2 685 | 2 579 | 2 686 | 2 833 | 3 029 | 3 433 | 3 906 | 4 056 | 3 916 | 4 019 | 4 136 | 4 264 | 4 659 | 4 014 | 4 038 | 4 065 | 4 394 | 4 317 | 5 033 | 5 694 | 6 687 | 7 613 | 8 600 | 11 433 | 14 958 | 14 180 |
| Para los censos de 1962 a 1999 la población legal corresponde a la población sin duplicidades (Fuente: INSEE [Consultar]) |       |       |       |       |       |       |       |       |       |       |       |       |       |       |       |       |       |       |       |       |       |       |       |       |       |       |       |       |       |        |        |        |

## Economía
La ostricultura, la conquicultura, y la construcción naval ( Couach ) son los principales sectores de actividad de la villa.

## Sitios y monumentos
- Playa de Kite-Surf

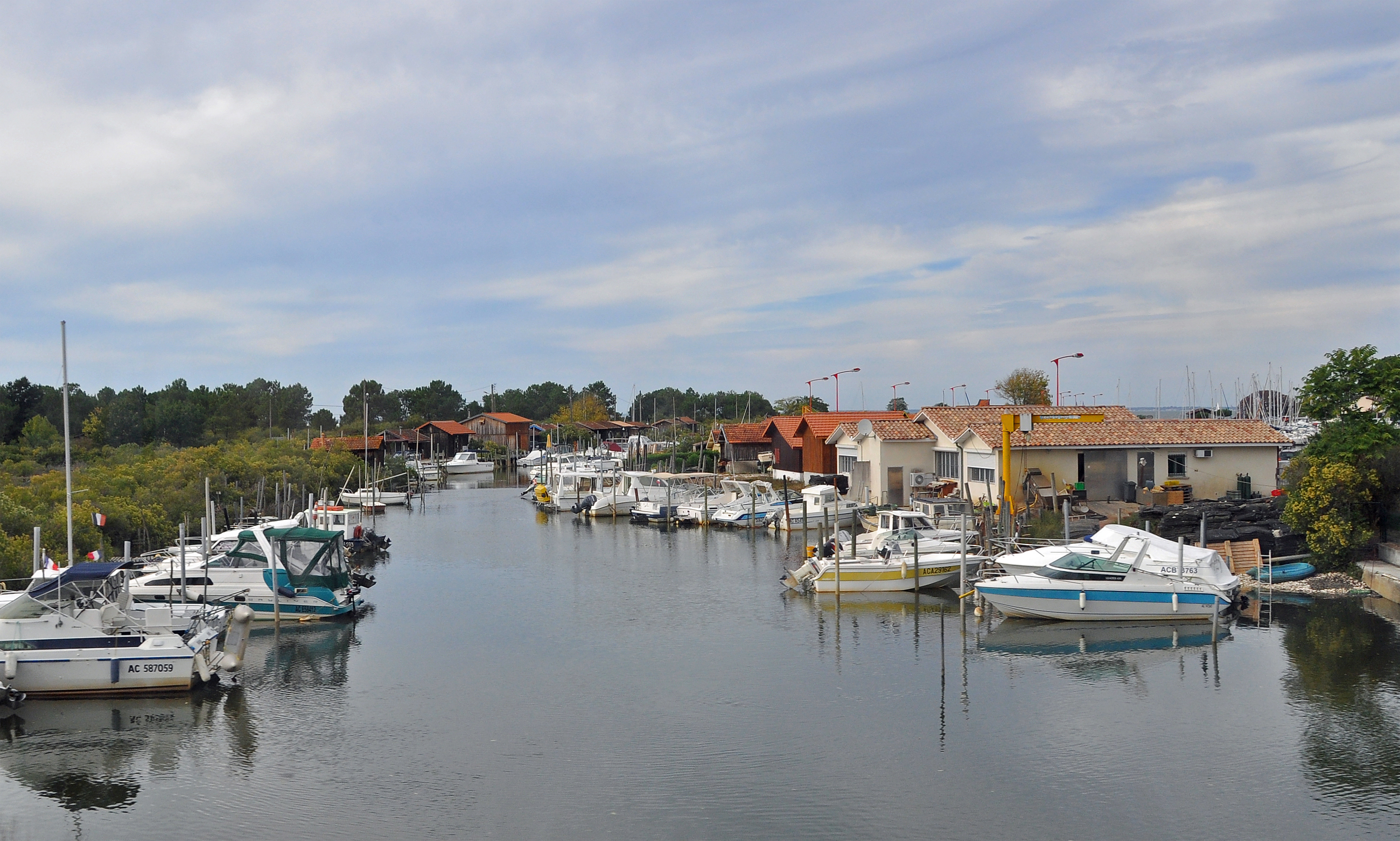
La Hume

- Parques de ocio: Aqualand, La Coccinelle, Kid Parc y Bassin Aventures están entre los más conocidos.
- La Casa de la Ostra es un pequeño museo dedicado a la cultura de la ostra de la Bahía de Arcachón
- Los siete puertos de Gujan-Mestras:
  - La Hume que está relacionado con la ostricultura y el deporte
  - Meyran
  - Gujan
  - Larros con su Paseo del Espigón, el centro activo de las construcciones navales ( Couach )
  - Del Canal
  - La Barbotière, polo ostrícola, que reúne el Instituto del Oficio de la Mar y la Casa de la Conquicultura
  - La Mole
- La Iglesia de San Mauricio del siglo XIV, con su retablo barroco del siglo XVII, restaurado en el año 2000
- El Parque de la Chêneraie es el lugar donde se puede descubrir el canal de Landes. Esta vía artificial es un vestigio de Vauban. Esta vía artificial es un vestigio de Vauban que habría permitido unir la Bahía de Arcachon con Bayonne a través de los estanques de Landes.

## Personalidades unidas a la comunidad
- Michéle Alfa ( 1911-1987 ), nacida Alfreda Bassignot, actriz francesa nacida en la comunidad.
- Claude Castaing ( 1922-1962 ), actor francés de la comunidad.